# Hôtel de Carmoy
Pour les articles homonymes, voir Carmoy.
L’hôtel de Carmoy est un édifice de la commune de Redon, dans le département d’Ille-et-Vilaine en région Bretagne. 

## Localisation
Il se trouve au sud-ouest du département et au sud du centre-ville de Redon, au numéro 6 de la rue du port. 

## Historique
L’hôtel particulier date du XVIIe siècle.
Il est inscrit au titre des monuments historiques depuis le 22 mars 1930.

## Architecture

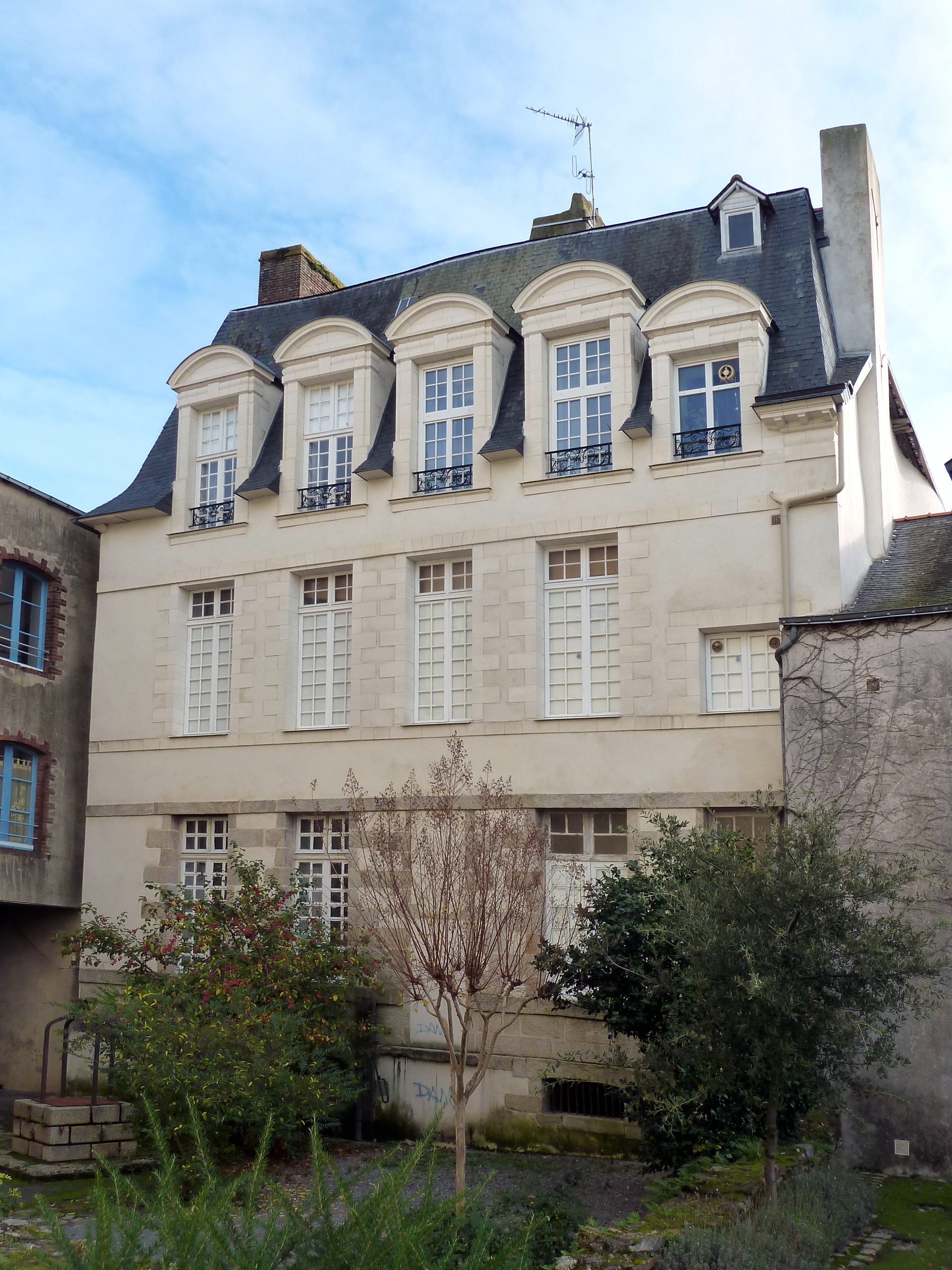
Façade arrière de l'hôtel.